# EOF (рачунарство)
У рачунарству, EOF (скраћено од енгл. End-of-File — крај датотеке) је стање у оперативним системима и програмским језицима које означава да у извору нема више података за читање. Извори података су обично датотеке или токови.
Репрезентација EOF-а зависи од система који је у питању, али по правилу то је неки посебан знак, односно целобројна вредност која се разликује од осталих валидних карактера у датом контексту. На пример, у C стандардној библиотеци након V6 јуникса (па тиме и на многим јуниксоликим системима), EOF је симболичка константа која има нумеричку вредност „-1“. Стандардни јуниксови терминали аутоматски преводе знак Control-D унет преко тастатуре у EOF вредност како програми не би морали да праве разлику између обичних датотека и интерактивног уноса података.